# Roderick Campbell

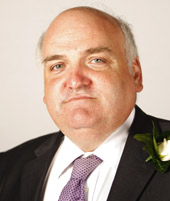
Roderick Campbell, 2011

Roderick „Rod“ Campbell (* 15. Juni 1953 in Edinburgh) ist ein schottischer Politiker und Mitglied der Scottish National Party (SNP).

## Leben
Campbell besuchte die Reading School, die Universität Exeter, die Universität Glasgow sowie die Universität von Strathclyde. Hierbei erlangte er Abschlüsse in Politik, Management und Jura. Campbell ist als Solicitor und seit 2008 als Anwalt zugelassen.

## Politischer Werdegang
Erstmals kandidierte Campbell bei den Schottischen Parlamentswahlen 2007 für den Wahlkreis North East Fife bei nationalen Wahlen, konnte jedoch nach dem Liberal-Demokraten Iain Smith und dem Kandidaten der Conservative Party, Ted Brocklebank, nur die dritthöchste Stimmenanzahl auf sich vereinen und verpasste somit den Einzug in das Schottische Parlament. Bei den Parlamentswahlen 2011 kandidierte er erneut und errang dank deutlichen Stimmgewinnen das Mandat des Wahlkreises. Bei den folgenden Wahlen 2016 unterlag Campbell dem Liberaldemokraten Willie Rennie und er schied in der Folge wieder aus dem Parlament aus.